# UCI America Tour 2013
De UCI America Tour 2013 is de achtste uitgave van de UCI America Tour, een van de vijf Continentale circuits op de wielerkalender 2013 van de UCI. Deze competitie omvat 32 wedstrijden, en loopt van 7 oktober 2012 tot en met 14 september 2013.

## Uitslagen belangrijkste wedstrijden
Zijn opgenomen in deze lijst: alle wedstrijden van de categorieën 1.HC, 1.1, 1.2, 2.HC, 2.1 en 2.2.

### Januari
| 1  | Yosvans Rojas           |
| 2  | Michele Merlo           |
| 3  | Juan Engelberth Murillo |
| 4  | Maky Roman              |
| 5  | Gusneiver Gil           |
| 6  | Yosvans Rojas           |
| 7  | Yeison Rogelio Delgado  |
| 8  | Manuel Eduardo Medina   |
| 9  | Manuel Eduardo Medina   |
| 10 | Cristiano Monguzzi      |

| 1 | Mark Cavendish          |
| 2 | Sacha Modolo            |
| 3 | Alex Diniz              |
| 4 | Svein Tuft              |
| 5 | Emanuel Domingo Guevara |
| 6 | Alberto Contador        |
| 7 | Mattia Gavazzi          |

### April
| Datum | Wedstrijd               | Categorie | Winnaar               | Etappewinnaars |
| ----- | ----------------------- | --------- | --------------------- | --- |
| 21-28 | Ronde van Guatemala     | 2.2       | Óscar Eduardo Sánchez | \| 1 \| Juan Pablo Magallanes \| \| 2 \| Jonathan Millan \| \| 3 \| Jonathan Millan \| \| 4 \| Juan Pablo Magallanes \| \| 5 \| Óscar Eduardo Sánchez \| \| 6 \| Jhonnatan Josué de León \| \| 7 \| Segundo Navarrete \| \| 8 \| Arley Montoya \| |
|       |                         |           |                       | |
| 1     | Juan Pablo Magallanes   |           |                       | |
| 2     | Jonathan Millan         |           |                       | |
| 3     | Jonathan Millan         |           |                       | |
| 4     | Juan Pablo Magallanes   |           |                       | |
| 5     | Óscar Eduardo Sánchez   |           |                       | |
| 6     | Jhonnatan Josué de León |           |                       | |
| 7     | Segundo Navarrete       |           |                       | |
| 8     | Arley Montoya           |           |                       | |

### Mei
| 1 | Janier Acevedo    |
| 2 | Arnaud Grand      |
| 3 | Tom Zirbel        |
| 4 | Kiel Reijnen      |
| 5 | Francisco Mancebo |

| 1 | Lieuwe Westra      |
| 2 | Janier Acevedo     |
| 3 | Peter Sagan        |
| 4 | Tyler Farrar       |
| 5 | Jens Voigt         |
| 6 | Tejay van Garderen |
| 7 | Leopold König      |
| 8 | Peter Sagan        |

### Juni
| 1  | Edward Stiver Ortiz   |
| 2  | Byron Guamá           |
| 3  | Rafael Infantino      |
| 4  | Óscar Sevilla         |
| 5  | Rafael Anibal Montiel |
| 6  | Óscar Eduardo Sánchez |
| 7  | Mauricio Ortega       |
| 8  | Rafael Infantino      |
| 9  | Félix Rafael Cárdenas |
| 10 | Byron Guamá           |
| 11 | Freddy Emir Montaña   |
| 12 | Jonathan Millan       |
| 13 | Jonathan Millan       |
| 14 | Rafael Infantino      |

| 1 | Jasper Stuyven    |
| 2 | Guillaume Boivin  |
| 3 | Francisco Mancebo |
| 4 | Joey Rosskopf     |
| 5 | Marc de Maar      |
| 6 | Diego Milán       |

### Juli
| Datum | Wedstrijd               | Categorie | Winnaar           | Etappewinnaars |
| ----- | ----------------------- | --------- | ----------------- | --- |
| 7     | Tour de Delta           | 1.2       | Steve Fisher      | |
| 19-28 | Ronde van Venezuela     | 2.2       | Carlos José Ochoa | \| 1 \| Jesús Maria Pérez \| \| 2 \| Yosvans Rojas \| \| 3 \| Mattia Gavazzi \| \| 4 \| Victor Cecilio Moreno \| \| 5 \| Jesús Maria Pérez \| \| 6 \| Jackson Rodríguez \| \| 7 \| Juan Engelberth Murillo \| \| 8 \| Stefano Borchi \| \| 9 \| Jackson Rodríguez \| \| 10 \| Jesús Maria Pérez \| |
|       |                         |           |                   | |
| 1     | Jesús Maria Pérez       |           |                   | |
| 2     | Yosvans Rojas           |           |                   | |
| 3     | Mattia Gavazzi          |           |                   | |
| 4     | Victor Cecilio Moreno   |           |                   | |
| 5     | Jesús Maria Pérez       |           |                   | |
| 6     | Jackson Rodríguez       |           |                   | |
| 7     | Juan Engelberth Murillo |           |                   | |
| 8     | Stefano Borchi          |           |                   | |
| 9     | Jackson Rodríguez       |           |                   | |
| 10    | Jesús Maria Pérez       |           |                   | |

### Augustus
| Proloog | Chad Haga    |
| 2       | Elia Viviani |
| 3       | Elia Viviani |

| 1 | Greg Van Avermaet |
| 2 | Michael Matthews  |
| 3 | Lachlan Morton    |
| 4 | Michael Matthews  |
| 5 | Chris Horner      |
| 6 | Francisco Mancebo |

| 1 | Honorio Rafael Machado |
| 2 | Manuel Rodas           |
| 3 | Héctor Hugo Rangel     |
| 4 | Héctor Hugo Rangel     |
| 5 | Héctor Hugo Rangel     |
| 6 | Juan Pablo Magallanes  |

| 1 | Óscar Soliz          |
| 2 | Óscar Soliz          |
| 3 | Óscar Soliz          |
| 4 | Camilo Andres Suarez |
| 5 | Edson Calderon       |

| 1 | Peter Sagan        |
| 2 | Mathias Frank      |
| 3 | Peter Sagan        |
| 4 | Janier Acevedo     |
| 5 | Tejay van Garderen |
| 6 | Peter Sagan        |
| 7 | Peter Sagan        |

| 1 | Weimar Alfonso Roldán    |
| 2 | Rafael Andriato          |
| 3 | Jorge Camilo Castiblanco |
| 4 | Óscar Sevilla            |
| 5 | Gregolry Panizo          |

### September
| Datum | Wedstrijd            | Categorie | Winnaar      | Etappewinnaars |
| ----- | -------------------- | --------- | ------------ | --- |
| 3-8   | Ronde van Alberta    | 2.1       | Rohan Dennis | \| 1 \| Peter Sagan \| \| 2 \| Peter Sagan \| \| 3 \| Silvan Dillier \| \| 4 \| Rohan Dennis \| \| 5 \| Cadel Evans \| \| 6 \| Peter Sagan \| |
| 7     | Bucks County Classic | 1.2       | Kiel Reijnen | |
|       |                      |           |              | |
| 1     | Peter Sagan          |           |              | |
| 2     | Peter Sagan          |           |              | |
| 3     | Silvan Dillier       |           |              | |
| 4     | Rohan Dennis         |           |              | |
| 5     | Cadel Evans          |           |              | |
| 6     | Peter Sagan          |           |              | |

### Oktober
| Datum | Wedstrijd              | Categorie | Winnaar       | Etappewinnaars |
| ----- | ---------------------- | --------- | ------------- | -------------- |
| 6     | Tobago Cycling Classic | 1.2       | Jaime Ramirez |                |

### November
| Datum | Wedstrijd            | Categorie | Winnaar         | Etappewinnaars |
| ----- | -------------------- | --------- | --------------- | --- |
| 1-10  | Ronde van Bolivia    | 2.2       | Salvador Moreno | \| 1 \| Jonathan Salinas \| \| 2 \| Royner Navarro \| \| 3 \| San Luis Somos Todos \| \| 4 \| Jorge Giacinti \| \| 5 \| Artur Alberto García \| \| 6 \| Rodrigo Contreras \| \| 7 \| Óscar Soliz \| \| 8 \| Javier Eduardo Gómez \| \| 9a \| Justino Quispe \| \| 9b \| Jonathan Salinas \| \| 10a \| Óscar Soliz \| \| 10b \| Artur Alberto García \| |
|       |                      |           |                 | |
| 1     | Jonathan Salinas     |           |                 | |
| 2     | Royner Navarro       |           |                 | |
| 3     | San Luis Somos Todos |           |                 | |
| 4     | Jorge Giacinti       |           |                 | |
| 5     | Artur Alberto García |           |                 | |
| 6     | Rodrigo Contreras    |           |                 | |
| 7     | Óscar Soliz          |           |                 | |
| 8     | Javier Eduardo Gómez |           |                 | |
| 9a    | Justino Quispe       |           |                 | |
| 9b    | Jonathan Salinas     |           |                 | |
| 10a   | Óscar Soliz          |           |                 | |
| 10b   | Artur Alberto García |           |                 | |

### December
| Datum | Wedstrijd            | Categorie | Winnaar           | Etappewinnaars |
| ----- | -------------------- | --------- | ----------------- | --- |
| 17-29 | Ronde van Costa Rica | 2.2       | Juan Carlos Rojas | \| 1 \| Evgeny Kovalev \| \| 2 \| José Vega \| \| 3 \| Juan Carlos Rojas \| \| 4 \| Jean-Michel Lachance \| \| 5 \| Alexander Serov \| \| 6 \| José Vega \| \| 7 \| Juan Carlos Rojas \| \| 8 \| Nieves Carrasco \| \| 9 \| Carlos Andres Brenes \| \| 10 \| Juan Carlos Rojas \| \| 11 \| Juan Carlos Rojas \| \| 12 \| Juan Carlos Rojas \| |
|       |                      |           |                   | |
| 1     | Evgeny Kovalev       |           |                   | |
| 2     | José Vega            |           |                   | |
| 3     | Juan Carlos Rojas    |           |                   | |
| 4     | Jean-Michel Lachance |           |                   | |
| 5     | Alexander Serov      |           |                   | |
| 6     | José Vega            |           |                   | |
| 7     | Juan Carlos Rojas    |           |                   | |
| 8     | Nieves Carrasco      |           |                   | |
| 9     | Carlos Andres Brenes |           |                   | |
| 10    | Juan Carlos Rojas    |           |                   | |
| 11    | Juan Carlos Rojas    |           |                   | |
| 12    | Juan Carlos Rojas    |           |                   | |

## Professionele continentale ploegen 2013
In december 2013 werden de 20 professionele continentale ploegen bekendgemaakt door de UCI, Drie daarvan, de Colombiaanse ploeg Colombia en de Amerikaanse Novo Nordisk en Unitedhealthcare Pro Cycling hebben een Amerikaanse pro-continentale licentie en rijden dus in de UCI America Tour 2013.

## Tussenklassementen
Laatst bijgewerkt: 25 januari 2013
| Rang | Renner            | Punten |
| ---- | ----------------- | ------ |
| 1    | Janier Acevedo    | 247    |
| 2    | Óscar Sánchez     | 180    |
| 3    | Ryan Anderson     | 165    |
| 4    | Kiel Reijnen      | 138    |
| 5    | Francisco Mancebo | 130    |
| 6    | Daniel Díaz       | 129,67 |
| 7    | Jonathan Millan   | 120    |
| 8    | Óscar Soliz       | 118    |
| 9    | Óscar Sevilla     | 115    |
| 10   | Philip Deignan    | 113    |

| Rang | Ploegen                                 | Punten |
| ---- | --------------------------------------- | ------ |
| 1    | Unitedhealthcare Pro Cycling Team       | 441    |
| 2    | Optum p/b Kelly Benefit Strategies      | 366    |
| 3    | Funvic Brasilinvest-São José dos Campos | 348    |
| 4    | Jamis-Hagens Berman                     | 345    |
| 5    | EPM-UNE                                 | 324,67 |
| 6    | San Luis Somos Todos                    | 196,68 |
| 7    |                                         | 186    |
| 8    | Jelly Belly p/b Kenda                   | 179    |
| 9    | 5-Hour Energy                           | 154    |
| 10   | Androni Giocattoli-Venezuela            | 152    |

| Rang | Land             | Punten  |
| ---- | ---------------- | ------- |
| 1    | Colombia         | 1460,07 |
| 2    | Verenigde Staten | 876,33  |
| 3    | Venezuela        | 596,87  |
| 4    | Brazilië         | 512     |
| 5    | Canada           | 416,45  |
| 6    | Mexico           | 405     |
| 7    | Argentinië       | 381,34  |
| 8    | Costa Rica       | 295     |
| 9    | Ecuador          | 240     |
| 10   | Bolivia          | 216     |

| Rang | Land             | Punten |
| ---- | ---------------- | ------ |
| 1    | Colombia         | 330,67 |
| 2    | Verenigde Staten | 266    |
| 3    | Ecuador          | 90     |
| 4    | Guatemala        | 72     |
| 5    | Argentinië       | 58     |
| 6    | El Salvador      | 57     |
| 7    | Mexico           | 53     |
| 8    | Brazilië         | 48     |
| 9    | Panama           | 43     |
| 10   | Barbados         | 40     |

2005 · 
2006 · 
2007 · 
2008 · 
2009 · 
2010 · 
2011 · 
2012 · 
2013 ·
2014 ·
2015 ·
2016 ·
2017 · 
2018 ·
2019 ·
2020 ·
2021 ·
2022 ·
2023 ·
2024 ·
2025
Belangrijkste wedstrijden

Ronde van San Luis · Ronde van Californië · Ronde van Utah · USA Pro Challenge · Ronde van Alberta